# Flip Skateboards
Flip Skateboards ist ein Unternehmen das Skateboards und dazugehörige Bekleidung sowie Zubehör herstellt.

## Firma
Gegründet wurde Flip Skateboards im Jahr 1991 in Großbritannien als Fusion der beiden Unternehmungen Death Box Skateboards und Bash Skateboards. Beteiligt waren neben Jeremy Fox und Ian Deacon auch der britische Profi-Skateboarder Geoff Rowley. Wenig später stießen zudem Tom Penny und Rune Glifberg zum Team.
1994 zog das Unternehmen nach Huntington Beach im US-Bundesstaat Kalifornien, um auf die dortige Profiszene Einfluss nehmen zu können. Auch Penny und Glifberg nutzten die Möglichkeit zu einer Übersiedlung in die Vereinigten Staaten, zudem schlossen sich der Company etablierte amerikanische Szeneprofis wie Ali Boulala und Bob Burnquist an.
Das Motto der Firma lautet HKD (hate, kill, destroy). An diesem Ausspruch orientieren sich auch die Skateboard-Grafiken des Teams, die regelmäßig Motive wie Totenköpfe oder Eiserne Kreuze zeigen, etwa als i-Punkt im Schriftzug Flip. Für jeden bei Flip Skateboards unter Vertrag stehenden Skater führt die Unternehmung zudem ein sogenanntes Pro-Deck welches mit dem Namen des jeweiligen Sportlers illustriert ist.

## Sponsoring
Flip Skateboards sponsert ein breit gefächertes Team von populären Skateboard-Profis, darunter u. a. Luan Oliviera, David Gonzalez, Tom Penny, Arto Saari, Bob Burnquist und Rune Glifberg.
Bisher wurden fünf Profis aus dem Flip-Skateteam vom Magazin Thrasher zum Skater des Jahres (S.O.T.Y.) gewählt: Bob Burnquist (1997; allerdings wurde er zu dieser Zeit noch von Anti-Hero gesponsert), Geoff Rowley (2000), Arto Saari (2001), Mark Appleyard (2003) und David González (2012).

## Team
Das aktuelle Team besteht aus folgenden Fahrern:

### Pro
- Bob Burnquist
- Rune Glifberg
- Lance Mountain
- Tom Penny
- Luan de Oliveira
- David González
- Arto Saari
- Alec Majerus
- Matt Berger
- Lucas Rabelo
- Denny Pham

### Amateur
- Art Cordova
- Sanggoe Darma[3]

## Videos
Bisher produzierte das Flip-Skateteam drei Videos mit einer Laufzeit von jeweils dreißig bis fünfzig Minuten.
- 2002: Sorry
- 2003: Really Sorry
- 2009: Extremely Sorry